# 1948年中華民國立法委員選舉

第一屆立法院委員席次分布圖：
- （716）
- （17）
- （6）
- （20）

立法院第一屆立法委員選舉為中華民國的国会议员選舉，全國各地分別於1948年（民國37年）1月21日至23日舉行。中國國民黨主導的國民政府原定该次选举与第一屆國民大會代表同时在10月进行；但由于第二次国共内战爆发致使交通不便，最终立法委员普选略微延後于国民大会代表普选举行。中国共产党及第三党均抵制此次选举，而中国国民党及从民盟中脱离的中國民主社會黨、中國青年黨参加了本次选举。
該次選舉共選出759名立法委員，以當時中華民國人口全國4億6100萬來計算，平均60萬人選出一名立法委員。

## 背景

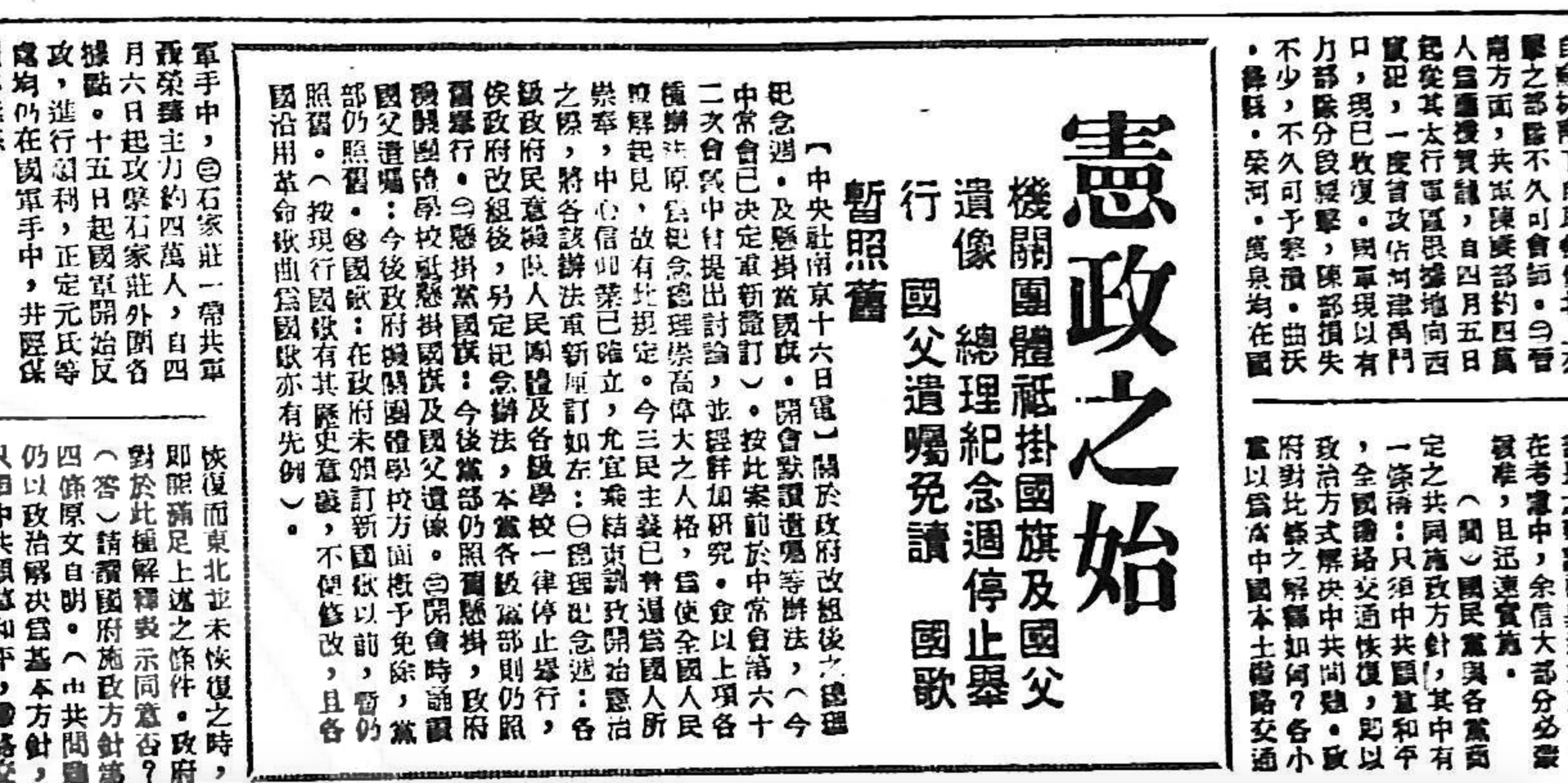
1947年4月18日国民政府改组之日，上海大公报公布国民政府消息，为行宪之目的，自即日起不再于公开场合悬挂中國国民党党旗。仅悬挂中華民國国旗与国父孫中山画像。

中華民國早期曾有過數次全國性的國會選舉，此時期的國會制度為包含參議院與眾議院的兩院制國會，其中參議院議員由各省議會間接選舉選出，眾議院議員則由人民按人口數直接选举產生。
- 1912年－1913年（民國元年－民國二年）的第一屆國會議員選舉（參議院與眾議院）
- 1918年（民國七年）的第二屆國會議員選舉（參議院與眾議院；但中國國民黨在南方串聯數省組織護法運動抵制選舉）
- 1921年（民國十年）的第三屆國會議員選舉（僅改選眾議院；後因為戰亂無法集會，當選人並未就任）

1928年（民國17年）年底，中國國民黨主導的國民革命軍北伐完成，國民政府達成全中國名義上的統一後，即公佈施行《訓政綱領》，並成立立法院。但其時的立法委員並未直接選舉，而是由中國國民黨一黨領導的國民政府指派，任期兩年。名額則由初期的49名增加到抗日戰爭前的194名。而1934年（民國23年）遴選出來的194名立法委員任期則因二戰原因，延至二戰後的1947年。
1947年（民國36年）1月1日，《中華民國憲法》公布，並定於同年12月25日開始施行。1947年4月，依据政治协商会议决议，國民政府改组容纳少数政党如中國青年黨和中國民主社會黨参加，并开始部署行憲後的國會選舉。此时國民政府成立了「中央選舉總事務所」，负责国民大会代表和立法委员直接选举事务。而中国共产党則因部份政治訴求在政治协商会议中未得到滿足，除了拒絕加入改組後的政府、抵制全國選舉外，並全面發起第二次国共内战。
1948年初，依據《中華民國憲法》第64條，舉辦行憲後第一屆立法委員選舉。因為幅員廣闊，各省及直轄市選舉日期並不完全相同，其起訖日期為1月21日至1月23日。因稍早1947年（民國36年）11月第一屆國民大會代表選舉发生的纷扰（即党内人员不经政党推荐，自行征集选民联署推荐参选），国民党中央加强了对党内代表提名的审查，国民政府规定：
1. 各级选举所委员，各政党均有人员参加，关于签署提名立委候选人有无党籍，应由各级选所抄录名单，先送各党各省级党务机关审查，取具正式公文附卷。
2. 如确系政党党员，未经政党提名而自由参选时，应受政党提名补充规定之限制，不予公告。
3. 如受政党提名补充规定限制之立委签署候选人，虽经公告，亦应予以撤销。

经此规定，仅无党派人士才可以三千选民联署提名的方式推荐候选人，政党代表必须遵守各个政党之纪律，由该政党提名候选人。

## 選務
依照《中華民國憲法》第六十四條，立法委員席次分配之規定為：各省、各直轄市選出者，其人口在300萬以下者5人，其人口超過300萬者，每滿100萬人增選1人；其他如蒙古各盟旗、西藏、各民族在邊疆地區、僑居國外之國民、職業團體等選出者名額分配以法律定之。另外婦女在各省、各直轄市選區，有保障名額之設計。經核算後，當時公民數為4億6100萬人口 的中國，在此選舉中應選出773名立法委員。其名額分配如下：
1. 各省、各直轄市選出者：622名
2. 蒙古各盟旗選出者：22名
3. 西藏選出者：15名
4. 各民族在邊疆地區選出者：6名
5. 僑居國外之國民選出者：19名
6. 職業團體選出者：89名[6]

候选人之产生：立法委员选举罢免法第十二条规定，有被选举权而欲为候选人时，经三千名以上选举人之签署，或由政党提名，得登记为候选人，公开竞选。非登记者，不得当选。侨民及职业团体由规定数目之若干选民签署提名方可参选。由于当时宪政伊始，反对党势力过小，绝大部分候选人实际由国民党提名产生。

## 选举过程
作为行憲交接程序，依照制憲國民大會附帶通過之《憲法實施之準備程序》，在行憲政府成立前，由國民政府组织第一届国会选举。1947年（民國36年）5月5日，国民政府正式颁布《國民大會代表立法院立法委員選舉總事務所條例》，由中央選舉總事務所负责该次的选务工作。根据該条例，6月13日，国民政府特派张厉生、洪兰友、蒋匀田、刘东岩、金体为总事务所委员会委员，并指令张厉生为主席。6月25日，选举总事务所正式於首都南京成立。同时，各地亦设立省市县选举事务所负责本地区的选举工作。1948年（民國37年）1月21日至23日，全国47省、直轄市及境内蒙古族各盟、旗（外蒙古独立已获国民政府承认，選舉僅及於內蒙古等地）、藏区（西藏地方与旅居内地藏族）和国内各职业、妇女团体各地，以及海外侨胞聚居区，约有近2亿选民，投票选举了立法委员。由于第二次国共内战，在中国共产党控制的解放区内无法进行民选，国民政府通过了补充条例，规定由临近地区人民选举绥靖区内代表。
此次選舉因為中国共产党與中国民主同盟拒绝参与，而僅有中國國民黨、中國民主社會黨、中國青年黨及無所屬特定黨籍或小黨參與。在選舉方式方面，經過公民登記的年滿廿歲的中國公民均可以「單選、無記名、秘密」的方式參與投票。其中除了少數的職業團體人士與自治民族之外，全國皆於設籍住所附近的選務所參加，以各省平均三成的公民登錄率來換算，該選舉據估計至少有1億5000萬人參與。尽管参选率较低，此届国大代表和立法委员选举仍是迄今为止大陸地区唯一的一次直接民选。
另外，新疆省名額6名，保留伊塔阿三区应选一名，僅選出5名；西藏地方原定名額5名，由於噶廈遲遲不上報名單，最後依條例由駐京國大代表3人兼任，故西藏地方缺2人；另外僑居國外國民應選名額19人，第六至第十三區均未統計出，故僅選出8人，缺額11人。合計總額共缺14人。
时任美国驻华大使司徒雷登目睹国大代表选举和立法委员选举，说：“以美国人眼光看中国大选，难免有不能尽如人意之处。但此事之教育价值，实无法估计。中国经此一开端，即正式步入民主大道，对于国家之民主建设，必当发生至佳之影响。”

## 相關選舉
1947年《中華民國憲法》施行後，中央民意機關除了立法院之外，還有國民大會與監察院。該兩機關也在行憲後辦理了第一屆選舉，見1947年中華民國國民大會代表選舉（第一屆國民大會代表選舉）與1947年－1948年中華民國監察委員選舉（第一屆監察委員選舉）。
第一屆立法委員選舉結束後不久即因第二次国共内战而型成兩岸分治。後中華民國政府在自由地區所辦理的1969年中華民國立法委員選舉（第一屆立法委員增選）與1992年中華民國立法委員選舉（第二屆立法委員選舉）均可視為本次選舉的後續選舉。

## 第一屆國民大會代表與立法委員選舉图片
1947年（民國36年）11月的第一屆國民大會代表選舉與1948年（民國37年）1月的第一屆立法委員選舉；因两次选举几乎同时举行，照片难以分辨出两次选举之归属，故统一放置于此

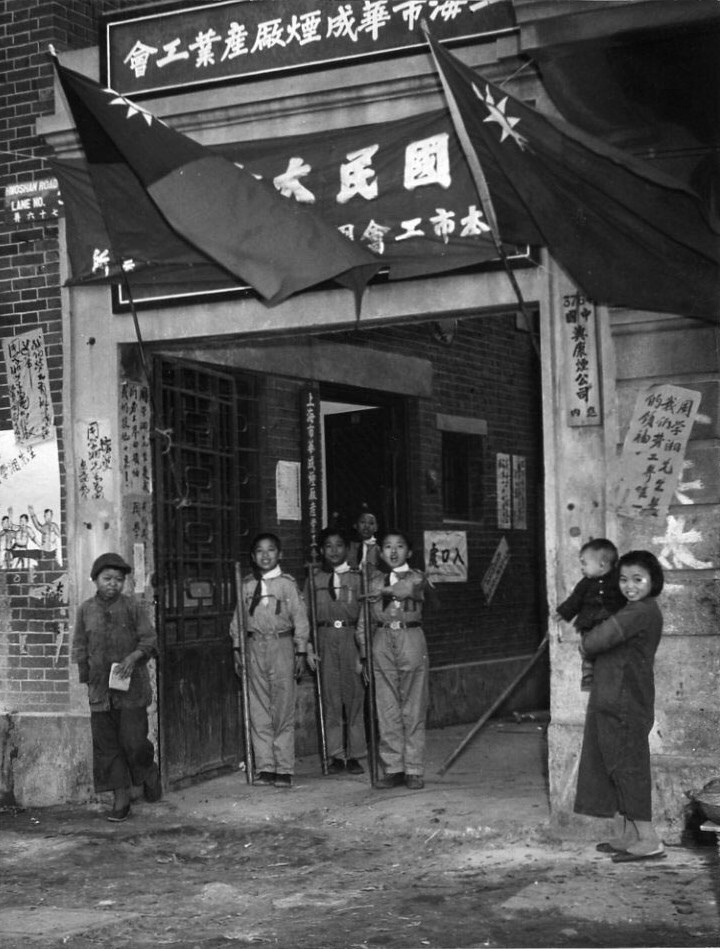
上海某投票站大门处的童子军
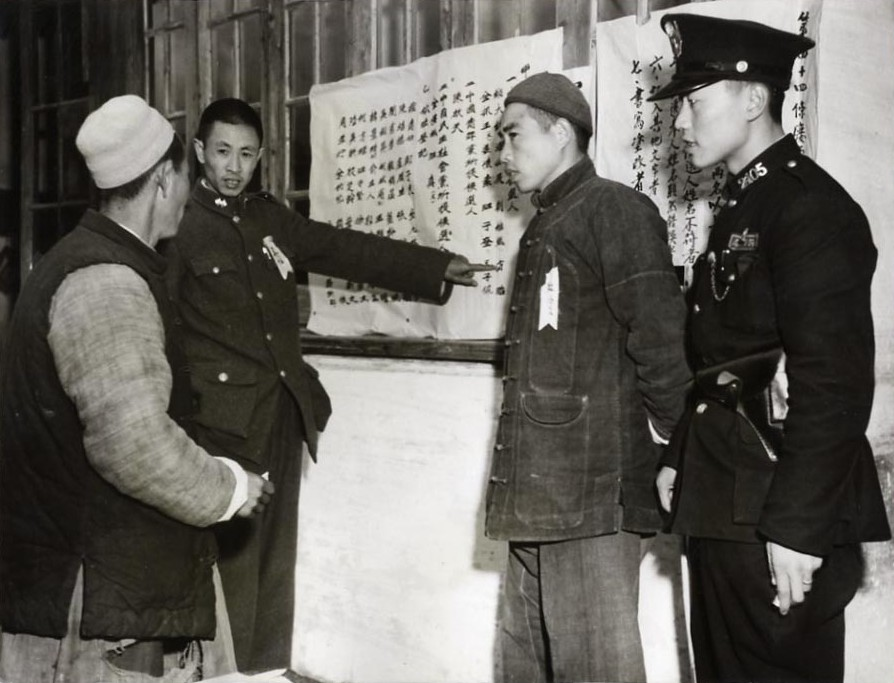
政府官员正向民众解释投票规则
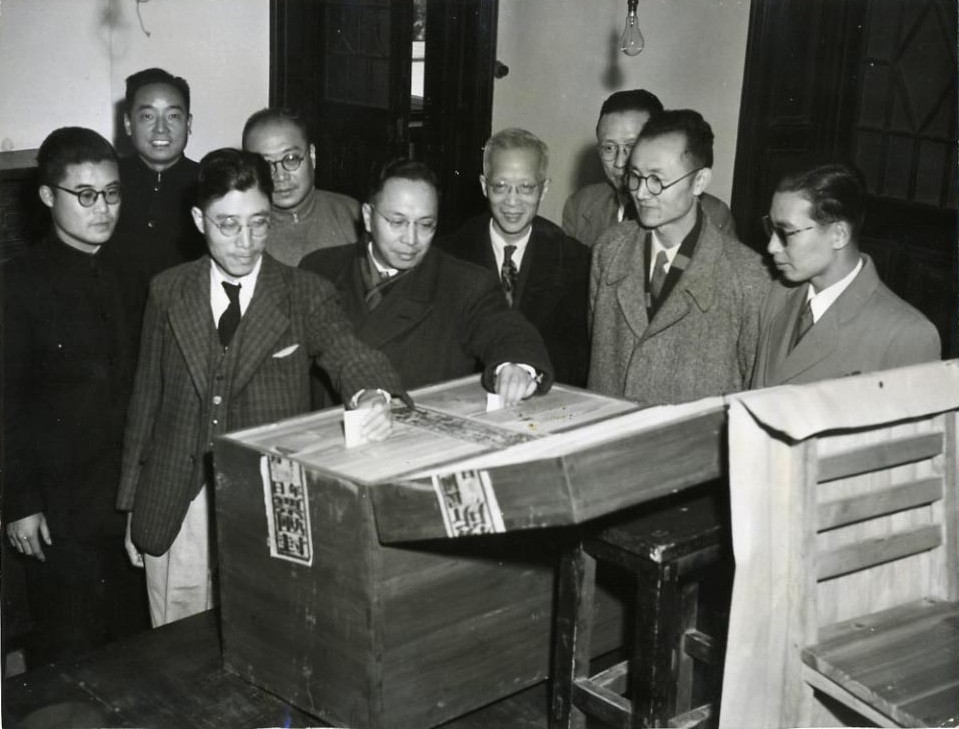
一群上海交通大学的教授正在进行投票
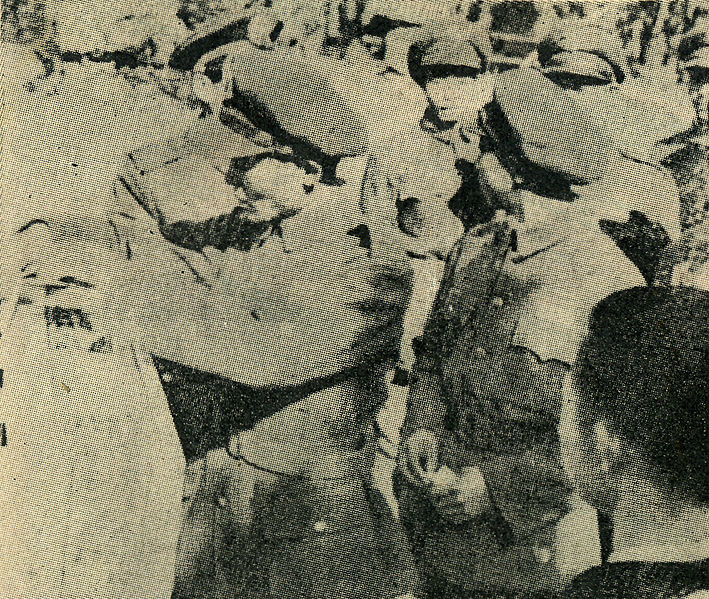
南京市中華民國国军战士投票
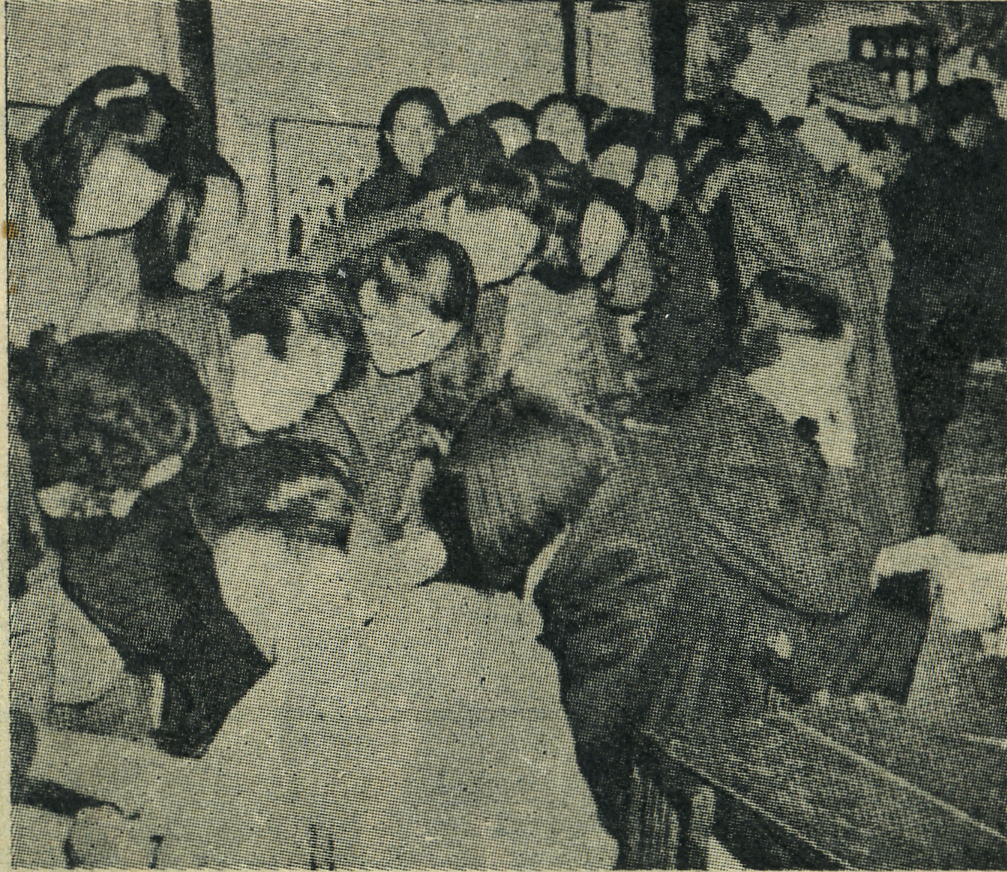
市民踊跃投票时的情景，这是中国有史以来第一次国会议员直选
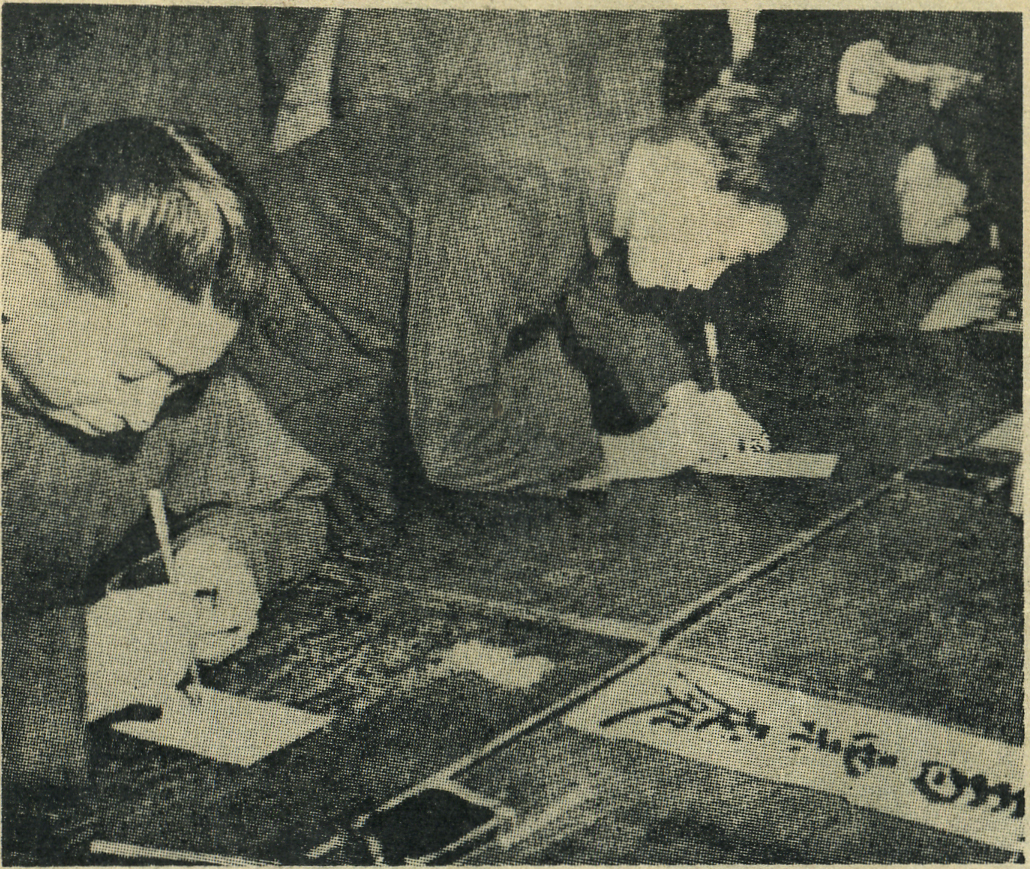
普通市民投票
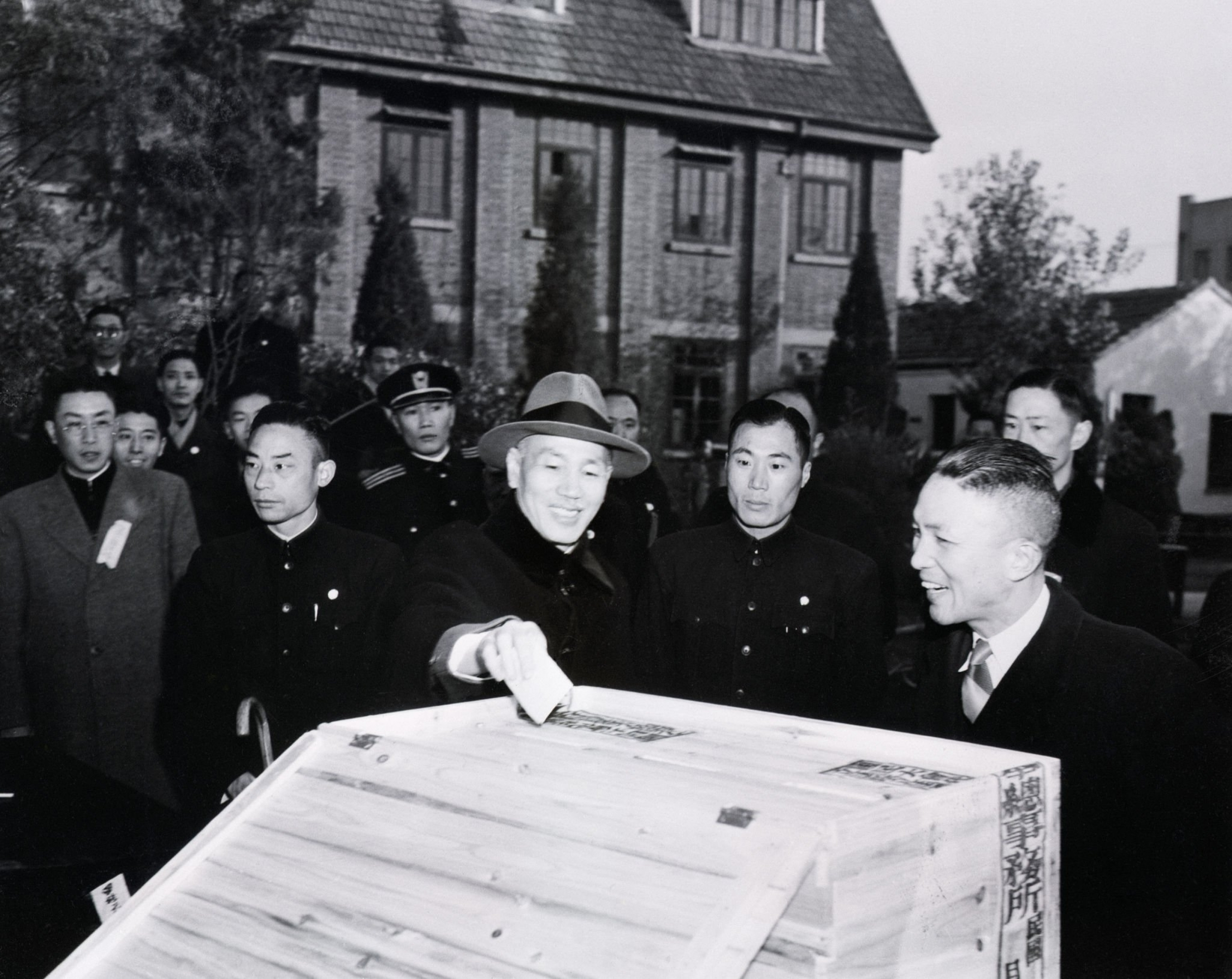
蒋中正以普通国民身份投票，票选陈裕光
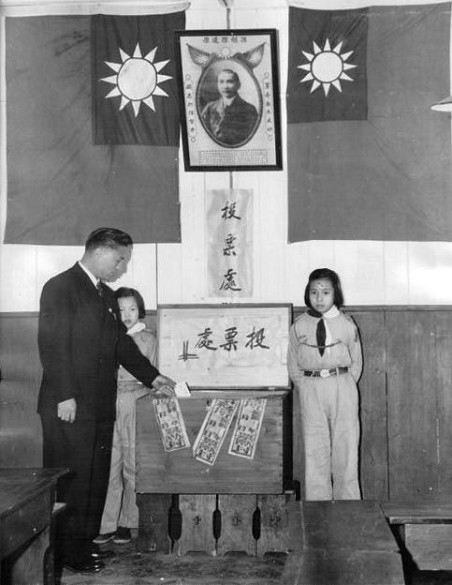
投票时国父像左侧的国民党旗已被撤下，换上了国旗，标志着训政结束
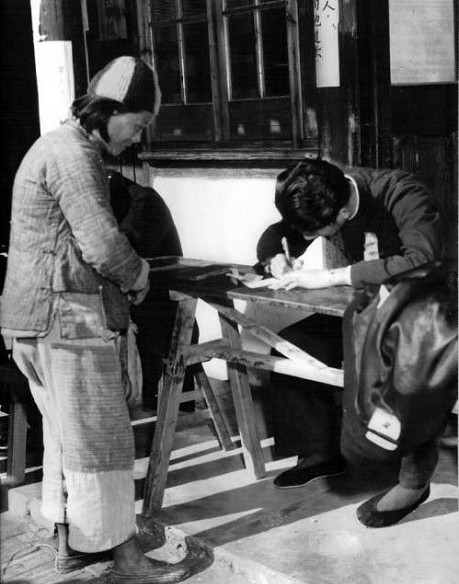
农村妇女也获得了选举权
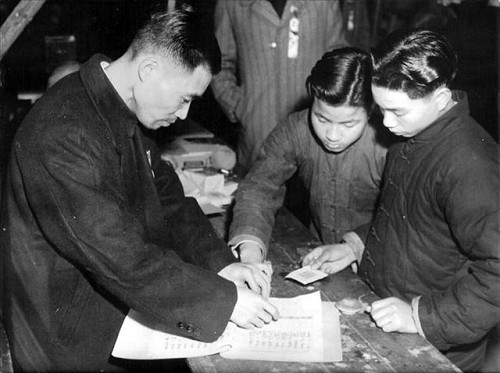
选民登记
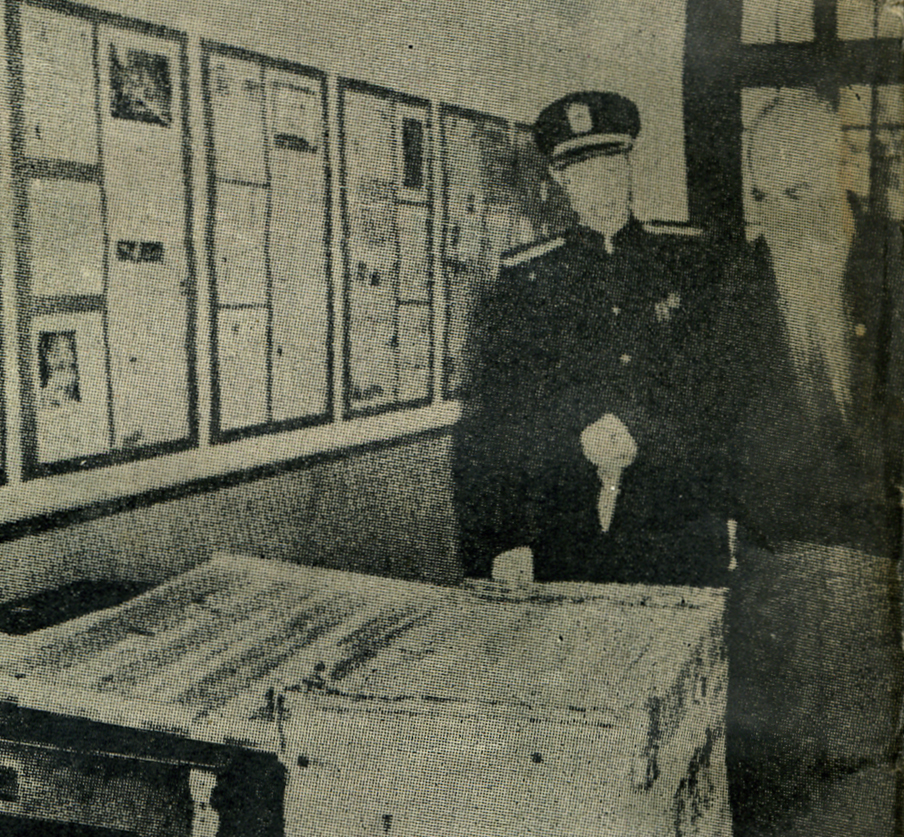
時任中華民國监察院院长于右任投票
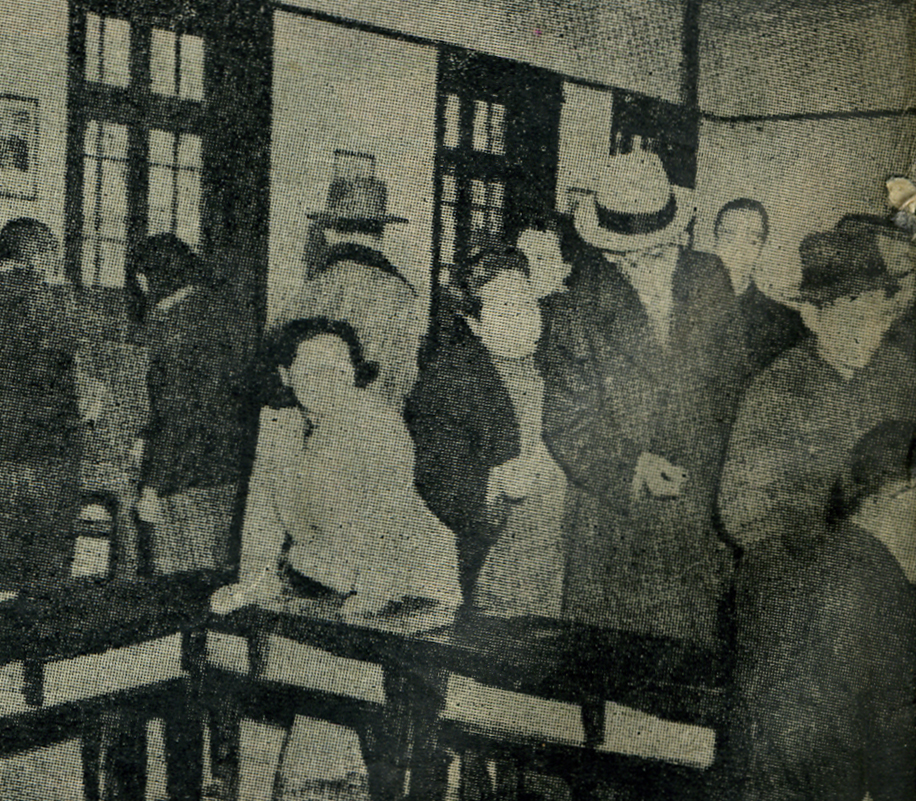
時任中國国民党秘书长吴铁城与南京市民一起排队投票

### 引用
1. ↑  朱宗震等. . 中华书局. ISBN 7101020186 （中文（简体））.
2. ↑  . 北京: 中央文献出版社. 1998.
3. 1 2  China's Population Reaches 461,000,000 The Washington Post (1877-1954). Washington, D.C.: Nov 22, 1947. p. 2 (1 page)
4. 大公报上海,1948年1月12日，第二版
5. ↑  大公报上海,1948年1月12日，第二版
6. ↑  《中華民國選舉概況》，中央選舉委員會，1984年6月，第562頁
7. ↑  《中央日报》，南京，1947年11月24日第2版

## 外部連結
- 中華民國立法院（页面存档备份，存于）
- 南方周末：国民政府行宪之初的选举纠纷